# Dekanat trzemeszeński
Dekanat trzemeszeński – jeden z 30 dekanatów archidiecezji gnieźnieńskiej, składa się z 12 parafii.

## Parafie dekanatu trzemeszeńskiego
- Parafia św. Doroty w Dusznie
- Parafia św. Mateusza Apostoła i Ewangelisty w Gębicach
- Parafia Niepokalanego Poczęcia Najświętszej Maryi Panny w Jastrzębowie
- Parafia św. Jakuba Większego w Kamieńcu
- Parafia Wszystkich Świętych w Kruchowie
- Parafia Chrystusa Dobrego Pasterza i bł. Stanisława Kubskiego i Gnieźnieńskich Kapłanów Męczenników w Orchowie
- Parafia Wszystkich Świętych w Orchowie
- Parafia św. Brata Alberta w Różannie
- Parafia Najświętszego Imienia Jezus, Najświętszej Marii Panny i św. Józefa w Szydłowie
- Parafia Wniebowzięcia Najświętszej Maryi Panny w Trzemesznie
- Parafia św. Józefa Rzemieślnika w Trzemżalu
- Parafia św. Apostołów Piotra i Pawła w Wylatowie